# 高部正樹
高部 正樹（たかべ まさき、1964年 - ）は、日本出身の元傭兵である。元航空自衛隊飛行幹部候補生二等空曹。現在はタレント、軍事評論家、フリーライター。

## 経歴
1964年、愛知県で生まれる。
将来の夢をパイロットもしくは歩兵と定め、高校卒業と同時に航空学生として航空自衛隊に入隊。航空学生課程を修了し、飛行幹部候補生三等空曹に昇任。その後は飛行幹部候補生として、戦闘機パイロットとなるべく訓練を受けたが、訓練中に負った背中の怪我により飛行幹部候補生を罷免された。航空自衛隊では、飛行幹部候補生を罷免された自衛官を直ちに除隊させることはなく、部内の他職種への配置転換を命じるという一種の救済措置を実施しているが自ら除隊した。除隊時の階級は飛行幹部候補生二等空曹。
子供の頃から「最前線で戦う戦闘機パイロットもしくは歩兵になりたい」という夢を持っていた高部は、その後もうひとつの夢であった肉体的・精神的に精強な歩兵になることを決意し1988年、当時ソビエト連邦の侵攻を受けていたアフガニスタンに単身乗り込む。ムジャーヒディーンの中の一派の「ジャマアテ・イスラーミー」に加わり、ソビエト軍との紛争やソビエト軍撤退後のムジャーヒディーン同士の抗争（アフガニスタン内戦）を戦う。
1990年代に入り、活動拠点を東南アジアに移しカレン民族解放軍に加わり、ミャンマー軍事政権からの独立闘争に参加する。途中94年から95年の間は、クロアチア傭兵部隊「ビッグ・エレファント」の一員として、ボスニア・ヘルツェゴビナ紛争に参戦している。帰国後は再びカレン民族解放軍に参加した。
2000年代中頃、民間軍事会社に雇われていた傭兵仲間と共にイラク入りする予定であったが、足の骨折のため断念している。
1990年と2002年にイラクのサッダーム・フセイン政権からのオファーを受けているが、1990年は結果としてイラク入りしていない。また2002年はオファー自体を断っている。
傭兵を引退後、ジャーナリスト、軍事評論家として活動。タイ・ミャンマー情勢に精通し、タイ語を操り紛争地域の取材活動や幅広い人脈からコーディネーターとしても活動している。また近年では多くの映画やドラマに軍事、アクションなどの監修としても参加している。

## 人物
- 高部によれば、前線の軍隊では「殺害」への敷居が低いため、自分の気に入らないものを誤射（同士討ち）を装って銃殺する行為が散見されており、自分の命を守る上で重要なことは、軍隊内で敵を作らないことだという[1]。
- 高部も戦場での体験から暗いところで寝ることが出来なくなり、夜は明かりを付けた部屋でしか寝れなくなったという。

## 年表
- 1964年 - 愛知県に生まれる
- 幼少期に神風特別攻撃隊の本を読み、将来の夢を歩兵またはパイロットと定める
- 1982年 - 航空自衛隊に航空学生として入隊、パイロットとなるための訓練を積む
- 1988年頃 - 訓練中の怪我により空自を除隊。アフガニスタンのムジャヒディンに加わる
- 1990年 - イスラムの生活になじめず、東南アジアに活動の拠点を移し、カレン民族解放軍に参加
- 1994年 - ボスニア・ヘルツェゴビナ紛争に参加
- 1995年 - 再びカレン民族解放軍に参加
- 2007年 - 7月いっぱいで傭兵を引退。引退後も、カレン民族解放軍の集会への出席や、執筆活動を行う。
- 2011年3月 -東日本大震災の被災地を支援。ボランティアのトラックドライバーとして被災地に支援物資を届ける活動に従事するとともに、福島第一原子力発電所事故に際して、適切な対応を怠り事故の被害を拡大させたとして、当時の菅直人首相、枝野幸男官房長官、清水正孝東京電力社長ら6人を、業務上過失傷害（刑法211条）の疑いで東京地検に告発。

## 著書
- 『戦争ボランティア』 並木書房 1995年1月 ISBN 4-89063-060-0
- 『戦争志願』 並木書房 1996年02月 ISBN 4-89063-068-6
- 『戦争理由』 徳間書店 1998年12月 ISBN 4-19-860946-2
- 『傭兵のお仕事』 文芸社 2001年8月 ISBN 4-8355-2639-2
- 『傭兵の誇り』 小学館 2001年11月 ISBN 4-09-389261-X
- 『今知るべきコンバットサバイバル』 文芸社 2004年2月 ISBN 4-8355-7336-6
- 『傭兵の生活』 文芸社 2005年9月 ISBN 4-286-00648-4
- 『戦友 名もなき勇者たち』 並木書房 2008年5月 ISBN 978-4-89063-227-5
- 『実録!!傭兵物語〜WAR DOGS〜』 双葉社 2011年1月 ISBN 978-4-575-30290-5
- 『傭兵が教える危機管理の心得』 文芸社 2012年8月 ISBN ISBN 4-286-11873-8
- 『日本人傭兵の危険でおかしい戦場暮らし』 竹書房　2020年11月 ISBN 978-4-8019-2452-9
- 『日本人傭兵の危険でおかしい戦場暮らし』第2巻 竹書房 2022年5月 ISBN 978-4-8019-3085-8
- 『日本人傭兵の危険でおかしい戦場暮らし』第3巻 竹書房 2024年1月 ISBN 978-4-8019-3842-7

## メディア出演

### テレビ
- 「ニュースジャパン」(フジテレビ、1995年６月）
- 「NNNきょうの出来事」（日本テレビ、2001年９月）
- 「スイスペ」（テレビ朝日、2003年）
- 「平成日本のよふけ　ミライ」（フジテレビ、2003年）
- 「ビートたけしのTVタックル」（テレビ朝日、2003年12月）
- 「ビートたけしの!こんなはずでは!! 」(テレビ朝日、2004年）
- 「サンデープロジェクト」（テレビ朝日、2004年8月）
- 「やぐちひとり」（テレビ朝日、2006年6月）
- 「SMAP☆がんばりますっ!!」 要塞の島で12時間サバイバル鬼ごっこ（テレビ朝日、2010年1月）
- 「四次元クラブ」（テレビ大阪、2010年12月）
- 「マツコの知らない世界]」（TBS、2012年2月3日・3月2日）
- 「くだまき八兵衛X」（テレビ東京、2012年5月）
- 「ジョブチューン」（TBS、2012年9月27日）
- 「解禁!暴露ナイト」（テレビ東京、2012年12月20日）
- 「加藤浩次の本気対談!コージ魂!!」（BS日テレ、2013年6月）
- 「ペケポン」（フジテレビ、2013年4月12日）
- 「ワケあり!レッドゾーン」（読売テレビ、2013年11月1日）
- 「あけるなキケン」 バナナマン×ブラマヨ×E-girls　かけるなキケン（TBS、2014年4月17日）
- 「やりすぎ都市伝説」スペシャル（テレビ東京、2014年12月）
- 「ニノさん」（日本テレビ、2017年6月）
- 「今田×東野のカリギュラ」（アマゾンプライムビデオ、2017年9月・2018年9月）
- 「田村淳の地上波ではダメ!絶対!」（BSスカパー、2017年9月）
- 「ダラケ! 〜お金を払ってでも見たいクイズ〜」（BSスカパー、2019年6月6日・9月16日）
- 「やすだの歩き方」（CBCテレビ、2018年11月26日）
- 「華丸大吉&千鳥のテッパンいただきます!」（フジテレビ、2019年11月5日）
- 「ネットで噂のヤバいニュース超真相第６弾緊急UFO特番2020」（U-NEXT / Amazon / ひかりTV ほか、2020年2月12日より配信）
- 「超絶限界～ソコまで見せる!?大百科SP」 (フジテレビ、2022年10月5日）
- 「撮影NGを漫画にしてみました」（テレビ大阪、2022年12月19日・12月26日）
- 「BAZOOKA!!!」（ABEMATV、2023年4月15日）
- 「BSフジ LIVE プライムニュース」（フジテレビ、2023年5月・10月）

### ラジオ
- 「ロンドンブーツ1号2号　田村淳のNewsCLUB」（文化放送ラジオ、2011年11月7日・14日）
- 「サンドウィッチマンの東北魂」（日本放送ラジオ、2013年5月27日・6月3日・10日）
- 「地下80階のギリ合法トーク」（TOKYO FM、2019年11月6日）
- 「松原タニシの恐味津々」（MBSラジオ、2023年5月15日・5月22日）

### 動画サイト
- 「サンケイワールドビュー」(Youtube、2021年9月・10月公開)
- 「丸山ゴンザレスの裏社会ジャーニー（Youtube、2022年6月9日・13日・19日公開）
- 「撮影NGを動画にしてみました」　(Youtube、2022年12月17日・24日公開)
- 「街録ch〜あなたの人生、教えて下さい〜」（Youtube、2022年12月24日公開）[1]。